# Школа прапорщиков по Адмиралтейству
Школа прапорщиков по Адмиралтейству — специальное военное учебное заведение с ускоренным сроком обучения для подготовки лиц к несению на берегу офицерских обязанностей, не требующих специально-морских знаний. Открыта в 1916 году в Ораниенбауме на базе морской учебно-стрелковой команды.

## История
В годы Первой мировой войны, в связи с нехваткой офицерского состава флота Морское ведомство приняло решение открыть ряд учебных заведений с ускоренным сроком обучения выпускавших офицеров военного времени с чином прапорщика, мичмана или мичмана военного времени.
11 июля 1916 года было введено положение «О школе прапорщиков по адмиралтейству» с четырёхмесячным курсом обучения.
Школа размещалась в Ораниенбауме на базе морской учебно-стрелковой команды. В Школу без экзаменов принимались вольноопределяющиеся, охотники флота, строевые нижние чины и другие «молодые люди христианского вероисповедания не моложе 17 лет, имеющие аттестаты или свидетельства об окончании одного из средних учебных заведений» . В первый год образования школы было набрано 150 человек.
Порядок обучения и производства в чин был таким же, как и в Школе прапорщиков флота.
Состоялось три выпуска прапорщиков по адмиралтейству: 11 и 23 октября 1916 года и 15 марта 1917 года.
В апреле — мае 1917 года школа была переведена в Новый Петергоф (размещалась в здании дачи Ф. К. Сан-Галли) и переименована в Школу мичманов военного времени берегового состава. Начальником школы был подполковник Н. Ю. Татаринов.
30 мая 1917 года школа сделала первый выпуск мичманов военного времени берегового состава. 11 сентября 1917 года состоялся первый выпуск мичманов военного времени по механической части. 20 сентября 1917 года — состоялся второй выпуск мичманов военного времени берегового состава и 23 сентября 1917 года — просто мичманов военного времени.
В октябре-ноябре 1917 года школу перевели в Петроград, где она находилась в процессе ликвидации. В этот период в ней числилось 105 гардемаринов, уволенных в отпуск до 31 декабря. Школа была окончательно расформирована 18 февраля 1918 года.

## Известные выпускники школы
- Евладов В. П. (1883—1974) — учёный в области полярного земледелия, прославившийся как исследователь Ямала.
- Ефимов А. В. (1896—1971) — советский историк-американист.
- Лангемак Г. Э. (1898—1938) — советский учёный, один из пионеров ракетной техники и один из основных создателей реактивного миномёта «Катюша».
- Токумбетов У. И. (1888 — после 1935) — деятель татарского национального движения[4].